# 奈梅亨車站

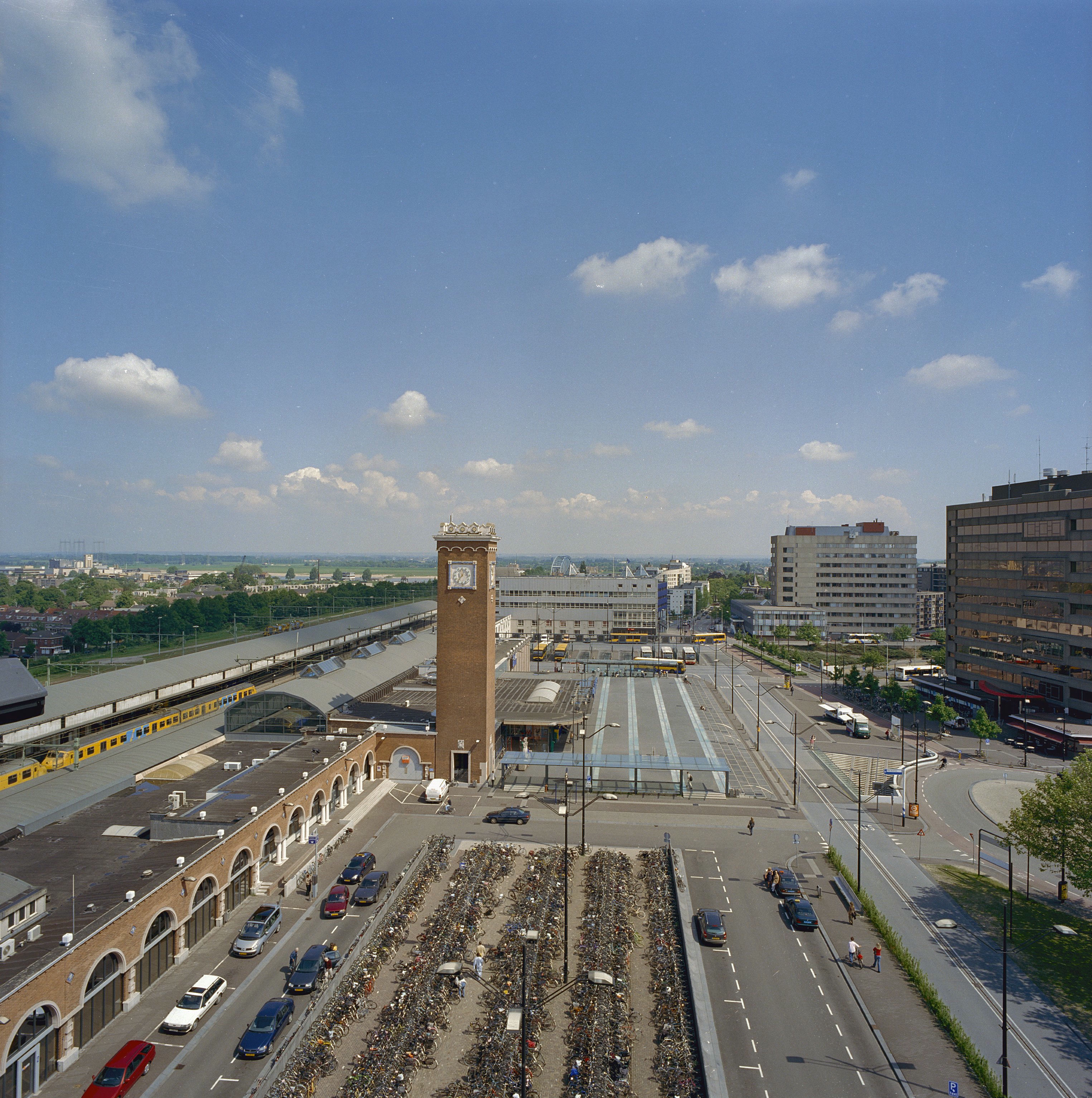
奈梅亨車站站場

奈梅亨車站（荷蘭語：Station Nijmegen）是荷蘭吉德蘭省城市奈梅亨的主要鐵路車站，位於蒂爾堡－奈梅亨鐵路，奈梅亨－芬洛鐵路和阿納姆－奈梅亨鐵路上。

## 历史
於1865年8月9日啟用。奈梅亨車站在二戰期間遭受嚴重破壞，因此目前主要設施均是戰後重建的。目前的車站建築可以追溯到1954年，由錫博爾德·凡·拉韋斯泰設計，設計靈感來自意大利廣場，並融合了部份舊車站的元素，車站有一個低矮的長立面，上面有拱門和壁柱，及一座高30米的鐘樓。

## 聯外交通
荷蘭皇家航空公司為荷航客運提供連結該站到史基浦機場的巴士。